# Бескоровайний Данило Леонідович
Дани́ло Леоні́дович Бескорова́йний (нар. 7 лютого 1999, Кривий Ріг, Дніпропетровська область, Україна) — український футболіст, центральний захисник клубу «Полісся». Майстер спорту України міжнародного класу (2019)

## Виступи за збірну
У 2019 році у складі збірної України U-20 став чемпіоном світу на чемпіонаті, що проходив у Польщі.

## Нагороди
- Орден «За заслуги» III ст. (2019)[4]